# Autoritratto (Raffaello)

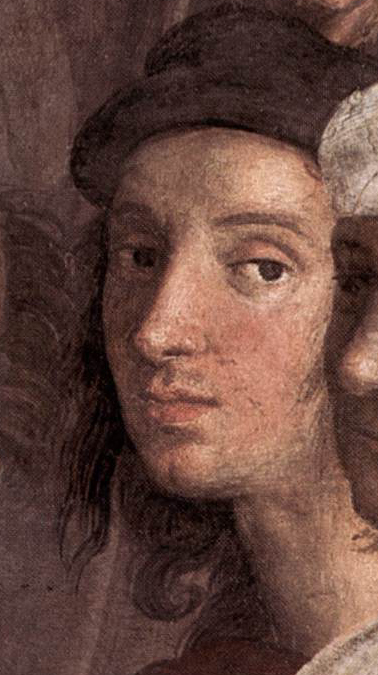
Autoritratto nella Scuola di Atene

L'Autoritratto di Raffaello è un dipinto a tempera su tavola (47,5x33 cm), databile al 1504-1506 circa. È conservato nella Galleria degli Uffizi a Firenze.

## Storia
L'opera è probabilmente quella citata nella "Nota de' quadri buoni d'Urbino" acquistata nella città marchigiana dal cardinale Leopoldo de' Medici e già a Roma, nell'Accademia di San Luca, dove l'aveva portato Federico Zuccari. Secondo altre fonti proverrebbe invece dall'eredità di Vittoria della Rovere, moglie di Ferdinando II de' Medici.
Nel 1652 l'opera era citata a palazzo Pitti nella camera della Granduchessa e nel 1663 nella raccolta di autoritratti del cardinale Leopoldo.
L'opera ha spesso sollevato dubbi sull'autografia, anche per il cattivo stato di conservazione. Oggi la paternità raffaellesca è in genere accettata, pur con le dovute riserve. Alcuni la datano al pieno soggiorno fiorentino, altri a un periodo più avanzato, come copia autografa o parzialmente autografa dell'autoritratto visibile nella Scuola di Atene in Vaticano. Un secondo autoritratto, molto simile per posa e sembianze a quello degli Uffizi, è stato individuato tra i portatori della sedia gestatoria su cui viaggia Giulio II nell'affresco della Cacciata di Eliodoro dal tempio.
Il dipinto è comunque entrato nell'immaginario collettivo: venne riprodotto anche nelle banconote italiane da 500.000 lire.

## Descrizione, stile, luce e colori
Come tipico degli autoritratti, il soggetto guarda direttamente negli occhi dello spettatore, però è originale la torsione del busto. La figura è infatti colta mentre, girata di lato, ruota il viso con un notevole effetto dinamico. Il vestito è scuro, così come la berretta: un abbigliamento che si ritrova nei ritratti di molti pittori dell'epoca, come quello del Perugino e quello di Lorenzo di Credi. Il restauro ha rivelato gli effetti luminosi che esaltano la volumetria del viso, con una stesura cromatica fluida e una notevole morbidezza dell'incarnato, prima illeggibile. In quell'occasione le analisi scientifiche hanno anche evidenziato il disegno sottostante, estremamente curato e rivelante tecniche tipiche di chi esegue un autoritratto.
I capelli sono lunghi, come le gote dell'artista, il volto allungato, giovane e antico, con un'espressione spensierata e scomposta, che si taglia sulla macchia scura dei capelli e sullo sfondo altrettanto scuro, di colore bruno. Gli occhi sono laconici, le sopracciglia sottili, il naso longilineo e leggermente all'insù, le labbra carnose, il mento con fossetta.

## Copie
Da questo originale sono state ricavate molte copie:
- Autoritratto di Raffaello è una versione realizzata da Jean-Auguste-Dominique Ingres tra 1820 - 1824; si tratta di un olio su tela (43x34 cm) e conservato presso il Museo Ingres a Montauban in Francia[1].
- Autoritratto di Raffaello Sanzio è un'incisione  (post 1815 - ante 1872) attribuito a Pierre Guillaume Metzmacher e a Jacques Etienne Pannier (111x150 mm) collocato alla Villa Reale di Monza[2]
- L'invenzione di Ingres di Giulio Paolini, 1968, fotografia  (sovrapposizione dell'Autoritratto di Raffaello e dell'Autoritratto di Raffaello reinterpretato da Ingres) su tela emulsionata (42x32 cm), collezione François Pinault[3].